# De rebellen van Utopia
De rebellen van Utopia (Engelse titel: Eight against Utopia) is een roman van de Britse schrijver Douglas R. Mason. Het boek valt in te delen in de categorie sciencefiction, maar kan ook gelezen worden als een verhaal over een ontsnapping uit een gevangenis.

## Synopsis
Het verhaal speelt zich af in de verre toekomst. De grote steden zijn nog slechts stipjes op oude landkaarten. De Aarde is (weer) tijden verdeeld geweest in slechts twee klimatologische zones. De een strekte zich uit van de Noordpool tot de Middellandse Zee, de andere begon aan de zuidkust van die zee (dan meer) en was te heet voor menselijk leven. Op die scheidslijn ligt de stad Carthago, al 7000 jaar geheel overkoepeld tegen het natuurgeweld. Natuurwetenschapper Gaul T. Kalmar komt erachter dat het buiten de koepel toch niet zo koud dan wel warm is als de autoriteiten de bevolking voorhouden. Een groep weet aan de koepel te ontsnappen door kortsluiting te veroorzaken in Byrsa, een van de wijken van Carthago. Hierdoor komt de beveiliging even op een laag pitje. Eenmaal buiten wordt de groep achterna gezeten door militairen die alles proberen om te voorkomen dat mensen uit de koepel weten te ontsnappen. Een echte zoektocht wordt het niet, want in een overwoekerde wereld is het lastig zoeken. De groep wordt uiteindelijk uitgedund tot acht (vandaar de Amerikaanse titel). Aan het eind van het boek wordt de toekomstige rolverdeling duidelijk; de vrouwen in de groep zullen voor kinderen moeten zorgen.  